# Uloborus filidentatus
Uloborus filidentatus es una especie de araña araneomorfa del género Uloborus, familia Uloboridae. Fue descrita científicamente por Hingston en 1932.
Habita en Guyana.